# Mundit
Mundit ist ein extrem selten vorkommendes Mineral aus der Mineralklasse der „Phosphate, Arsenate und Vanadate“ mit der Zusammensetzung Al[(UO2)3|(OH)3|(PO4)2]·≈5,5H und damit chemisch gesehen ein wasserhaltiges Aluminium-Uranyl-Phosphat mit zusätzlichen Hydroxidionen.
Mundit kristallisiert im orthorhombischen Kristallsystem, entwickelt jedoch nur winzige, rechteckig-tafelige Kristalle bis etwa 0,5 Millimetern Größe. Diese sind durchsichtig und von goldgelber bis hellgelber Farbe mit einem glasähnlichen Glanz auf den Oberflächen. Auf der Strichtafel hinterlässt Mundit einen weißen Strich.

## Etymologie und Geschichte
Erstmals entdeckt wurde Mundit in den „Kobokobo“-Pegmatiten bei Mwenga im Lusungu River District der kongolesischen Provinz Sud-Kivu. Die Erstbeschreibung erfolgte 1981 durch Michel Deliens und Paul Piret, die das Mineral nach dem belgischen Radiochemiker Walter Mund (1892–1956) benannten.
Sechs Stücke (wenige Milligramm) des Minerals werden als Typmaterial im „Musee Royale Afrique Centrale“ der belgischen Gemeinde Tervuren unter Katalognummer RGM 11.888 aufbewahrt.

## Klassifikation
Da der Mundit erst 1980 als eigenständiges Mineral anerkannt wurde, ist er in der seit 1977 veralteten 8. Auflage der Mineralsystematik nach Strunz noch nicht verzeichnet. Einzig im zuletzt 2018 überarbeiteten und aktualisierten Lapis-Mineralienverzeichnis nach Stefan Weiß, das sich aus Rücksicht auf private Sammler und institutionelle Sammlungen noch nach dieser klassischen Systematik von Karl Hugo Strunz richtet, erhielt das Mineral die System- und Mineral-Nr. VII/E.07-20. In der „Lapis-Systematik“ entspricht dies der Klasse der „Phosphate, Arsenate und Vanadate“ und dort der Abteilung „Uranyl-Phosphate/Arsenate und Uranyl-Vanadate mit [UO2]2+-[PO4]/[AsO4]3− und [UO2]2+-[V2O8]6−, mit isotypen Vanadaten (Sincosit-R.)“, wo Mundit zusammen mit Althupit, Arsenovanmeersscheit, Arsenuranylit, Bergenit, Dewindtit, Dumontit, Françoisit-(Ce), Françoisit-(Nd), Hügelit, Kamitugait, Kivuit, Metavanmeersscheit, Nielsbohrit, Phuralumit, Phosphuranylit, Phurcalit, Renardit, Vanmeersscheit und Yingjiangit eine eigenständige, aber unbenannte Gruppe bildet.
Die seit 2001 gültige und von der International Mineralogical Association (IMA) bis 2009 aktualisierte 9. Auflage der Strunz’schen Mineralsystematik ordnet den Mundit zunächst allgemeiner in die Abteilung der „Uranylphosphate und Arsenate“ ein. Diese ist allerdings weiter unterteilt nach dem Stoffmengenverhältnis des Uranoxids (UO2) zum Phosphat- bzw. Arsenatkomplex (RO4), so dass das Mineral entsprechend seiner Zusammensetzung in der Unterabteilung „UO2 : RO4 = 3 : 2“ zu finden ist, wo es als einziges Mitglied die unbenannte Gruppe 8.EC.30 bildet.
Auch die vorwiegend im englischen Sprachraum gebräuchliche Systematik der Minerale nach Dana ordnet den Mundit in die Klasse der „Phosphate, Arsenate und Vanadate“ und dort in die Abteilung der „Wasserhaltigen Phosphate etc., mit Hydroxyl oder Halogen“ ein. Hier ist er als einziges Mitglied in der unbenannten Gruppe 42.07.13 innerhalb der Unterabteilung der „Wasserhaltigen Phosphate etc., mit Hydroxyl oder Halogen mit (AB)5(XO4)3Zq × x(H2O)“ zu finden.

## Kristallstruktur
Mundit kristallisiert orthorhombisch in der Raumgruppe Pmcn (Raumgruppen-Nr. 62, Stellung 5) oder P21cn (Nr. 33, Stellung 4) mit den Gitterparametern a = 17,08 Å; b = 30,98 Å und c = 13,76 Å sowie 16 Formeleinheiten pro Elementarzelle.

## Eigenschaften
Das Mineral ist durch seinen Urangehalt von etwa 61 % (69,35 % UO2) als sehr stark radioaktiv eingestuft und weist eine spezifische Aktivität von etwa 109,4 kBq/g auf (zum Vergleich: natürliches Kalium 0,0312 kBq/g).
Unter UV-Licht zeigt Mundit eine hellgrüne Fluoreszenz, ähnlich der von neonfarbenen Textmarkern.

## Bildung und Fundorte
Mundit bildet sich in der Oxidationszone uranhaltiger, komplexer Granit-Pegmatite. Als Begleitminerale treten unter anderem Eylettersit, Phuralumit, Upalit, Ranunculit und Threadgoldit auf.
Das Mineral konnte bisher (Stand: 2013) nur an seiner Typlokalität Kobokobo in der Demokratischen Republik Kongo nachgewiesen werden.

## Vorsichtsmaßnahmen
Aufgrund der starken Radioaktivität des Minerals sollten Mundit-Mineralproben nur in staub- und strahlungsdichten Behältern, vor allem aber niemals in Wohn-, Schlaf- und Arbeitsräumen aufbewahrt werden. Ebenso sollte eine Aufnahme in den Körper (Inkorporation, Ingestion) auf jeden Fall verhindert und zur Sicherheit direkter Körperkontakt vermieden sowie beim Umgang mit dem Mineral Mundschutz und Handschuhe getragen werden.